# Cycas revoluta

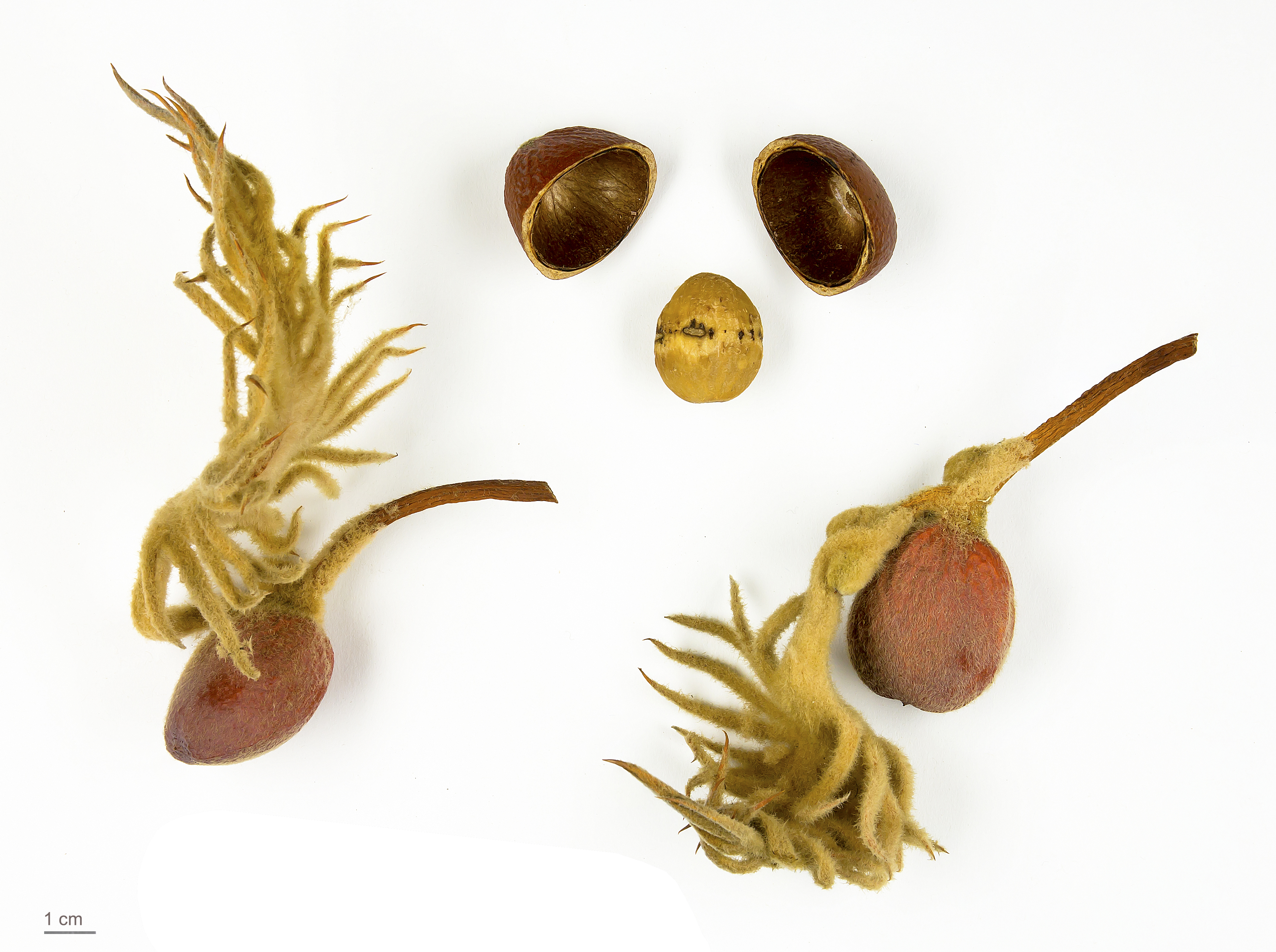
Cycas revoluta - MHNT

Cycas revoluta, conhecida no Brasil como sagu-de-jardim, é uma espécie de cicadófita do género Cycas da família Cycadaceae, nativa de Fujian, na China, e de Kyushu e Ilhas Ryukyu, no Japão. Esta espécie tem importância ornamental, mas é tóxica se ingerida. É ainda usada na medicina popular. Segundo dados de 2010, a população encontra-se estável.

## Uso ornamental
Cycas revoluta é muito utilizada para Paisagismo, por ter características físicas semelhantes às de uma Palmeira, ela pode se encaixar em um Jardim que se assemelha à uma área tropical, essa planta é bem resistente, suportando climas extremos e é uma planta barata, podendo ser plantada em qualquer vaso, mas encurtará suas raízes, diminuindo o tamanho das folhas.

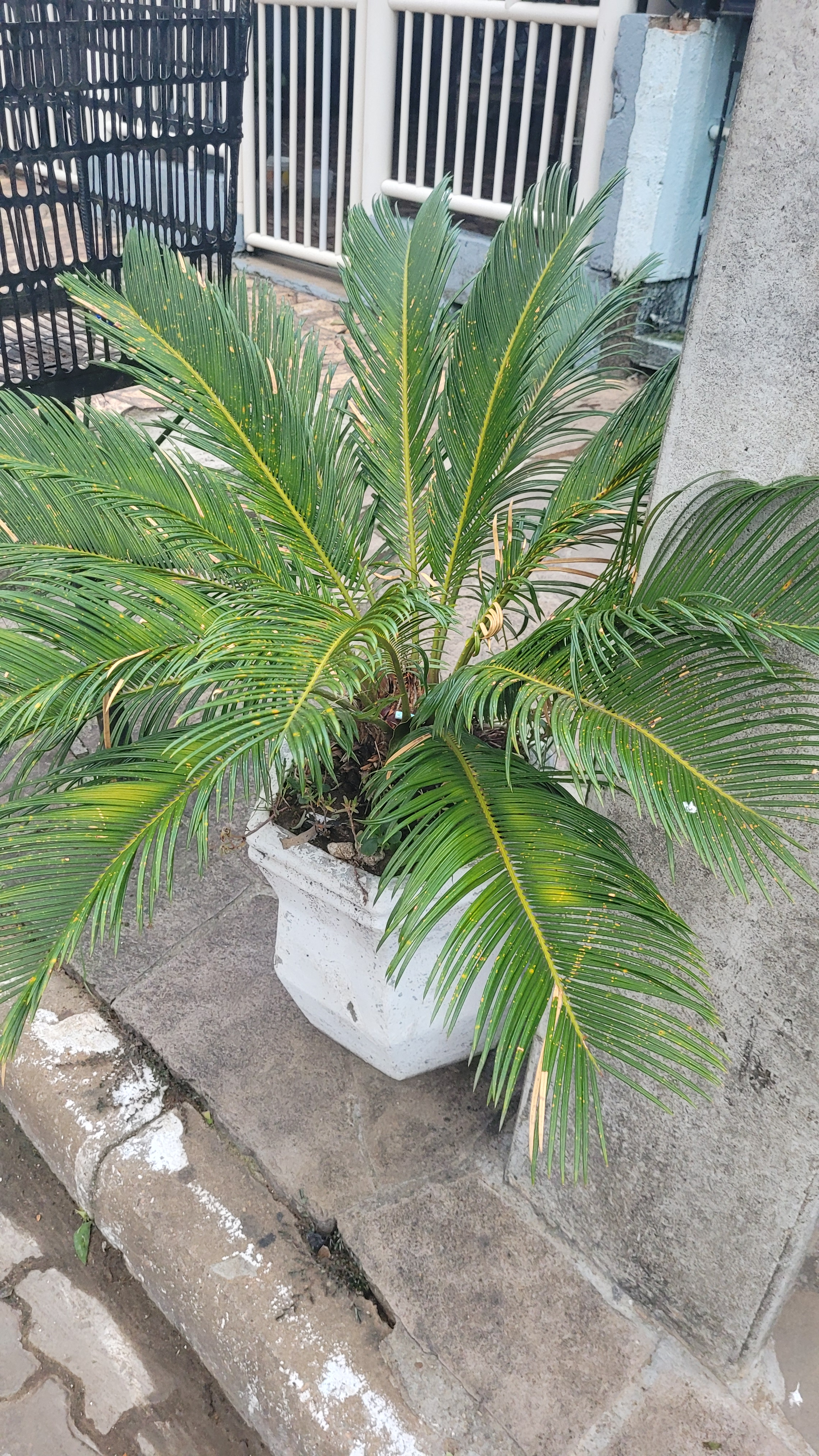
Um espécime com o tamanho das folhas diminuidas por estar em um vaso

## Toxidade
Cycas revoluta é extremamente tóxica, pois contém Aminoácidos e Carcinógenos que causam efeitos colaterais graves dependendo da quantidade, os sintomas incluem: Vômito, Diarreia, Apatia e Dor abdominal intensa. As sementes contém maiores quantidades de aminoácidos e carcinógenos, pode ser fatal se ingerida em grande quantidade.